# Boevskita
La boevskita és un mineral de la classe dels sulfats.

## Característiques
La boevskita és un tiosulfat de fórmula química Pb₄(TeO₃)₂(SO₄)(S₂O₃). Va ser aprovada com a espècie vàlida per l'Associació Mineralògica Internacional en el mes de setembre de l'any 2024. Encara resta pendent de publicació. Cristal·litza en el sistema ortoròmbic.
Segons la classificació de Nickel-Strunz pertany a «07.JA - Tiosulfats de Pb» juntament amb altres minerals com la redmondita, la steverustita o la fassinaïta. L'exemplar que va servir per a determinar l'espècie, el que es coneix com a material tipus, es troba conservat a les col·leccions del Museu Mineralògic Fersmann, de l'Acadèmia de Ciències de Rússia, a Moscou (Rússia), amb el número de registre: 6127/1.

## Formació i jaciments
Va ser descoberta al dipòsit de beril·li de Boevsko, al districte de Kaslinsky (Óblast de Txeliàbinsk, Rússia). Aquest indret és l'únic de tot el planeta on ha estat descrita aquesta espècie mineral.